# Grande école
Uma grande école (literalmente, "grande escola") é, segundo o ministério de educação nacional da França, um "estabelecimento de ensino superior que recruta seus alunos por concurso e assegura a formação de alto nível".
As primeiras faculdades desse tipo foram criadas pelo Estado no meio do século XVIII, com o objetivo de fornecer as estruturas técnicas e militares dos altos cargos do estado: Exército, Minas, Águas e Florestas, Administração Central, Pontes e Estradas, Agricultura, Portos e Arsenais, Ciências Veterinárias, etc.
Contrariamente às aulas preparatórias que são mantidas sob a tutela do Ministério da educação nacional francês, quase todas as grandes écoles dependem  de outros ministérios.

## História

### Antes da Revolução francesa
A primeira École d'Officiers d'Artillerie (Escola de Oficiais de Artilharia) foi criada por Luís XIV em 1679 em Douai, adjacente à Universidade de Douai. As écoles militaires, compreendem a École Militaire (Escola Militar) de Paris criada em 1748 e as écoles spéciales (escolas especiais) em diversas regiões, que apareceram durante o século XVIII para fornecer pessoal técnico e comandantes de alto nível que o Estado tinha necessidade. Criaram-se também os primeiros concursos científicos para a admissão nas instituições técnico-militares (Engenharia, Artilharia e Marinha).
Datas de criação das escolas de formação dos oficiais técnicos e dos engenheiros do Estado: École des Ingénieurs-constructeurs des Vaisseaux Royaux (Escola dos Engenheiros-construtores de Navios Reais) 1741, École Royale des Ponts et Chaussées (Escola Real das Pontes e Estradas) 1747, École royale du génie de Mézières (Escola real de engenharia de Mézières) 1748, École des Mines de Paris (Escola das Minas de Paris) 1783. Criação das escolas reais militares para nobres bolsistas que os preparavam para a admissão em instituições técnico-militares. A École d'Arts et Métiers foi fundada
em 1780 pelo duque de La Rochefoucauld.
Em 1761, uma École royale vétérinaire (Escola real veterinária) foi criada em Lyon por Claude Bourgelat, seguindo, em 1765, a École nationale vétérinaire de Alfort (Escola nacional veterinária de Alfort).
As origens da École Normale, que tornou-se a École Normale Supérieure, remonta às experiências das "escola normais germânicas" (Normalschulen), estabelecidas na época de Marie-Thérèse e de Joseph II.

### A Primeira República e o Império
Grandes atores da Revolução Francesa vieram de grande écoles, como Napoleão Bonaparte que formou-se na école de Brienne, Condorcet, Lazare Carnot que vieram da école du génie de Mézières. Este último junto de Gaspard Monge, um matemático, criaram em 1794 a École Polytechnique, quase ao mesmo tempo que era criada a École normale de l'an III por Lakanal. Da mesma forma, as antigas faculdades de medicina e de direito foram restabelecidas como École de Droit e École de Médecine, independentes da universidade.
Em 1794, houve a criação de três grandes écoles:
- École Centrale des Travaux Publics, rebatizada École Polytechnique em 1795;
- École Normale, rebatizada École Normale Supérieure em 1845;
- O Conservatoire National des Arts et Métiers.

Antoine François de Fourcroy, em seu Relatório feito na Convenção sobre a organização das escolas destinadas aos diversos serviços públicos do 30º vendemiário ano IV, define a doutrina da École spéciale que para Thuillier valerá também para todos os projetos de Écoles Nationales d'Administration até 1945:  "il est nécessaire que les sujets admis dans ces écoles y soient dans un nombre correspondant au besoin du service, qu’ils se consacrent dès leur entrée dans cette carrière à servir l’État" (É necessário que os assuntos admitidos nessas escolas sejam em número correspondente à necessidade do serviço, que eles se dediquem desde sua admissão nessa carreira a servir o Estado).
A lei que organiza as escolas de serviços públicos do 30º vendemiário ano IV fixa a lista seguinte:
- École Polytechnique;
- Conservatoire national des arts et métiers;
- École d'artillerie;
- École des ingénieurs militaires;
- École nationale des ponts et chaussées (Ponts ParisTech);
- École nationale supérieure des mines de Paris (Mines ParisTech);
- École nationale supérieure de techniques avancées (ENSTA ParisTech);
- École des géographes;
- Écoles de marine (école navale);
- École des ingénieurs de vaisseaux (que tornou-se a École nationale supérieure du génie maritime, e então seria encorporada na (ENSTA ParisTech);
- Écoles de navigation (antigas écoles de mathématiques et d'hydrographie pour la marine de l'état e écoles d'hydrographie destinées à la marine du commerce).

A lei Daunou sobre a organização da instrução pública do 3º brumário do ano IV estabelece, exceto as escolas primárias e as escolas centrais, as écoles spéciales destinadas ao estudo de:
- astronomia;
- geometria e mecânica;
- história natural;
- medicina;
- arte veterinária;
- economia rural;
- antiguidades;
- ciências políticas;
- pintura, escultura e architetura;
- música.

e também escolas para os surdos-mudos e para os cegos de nascença.
Somente as écoles de santé e as écoles d'économie rurale vétérinaire foram criadas. A École spéciale des langues orientales foi também criada.
A École polytechnique organiza o recrutamento via concurso e a formação prévia de engenheiros do Estado, antes das écoles d'applications (escolas de aplicação) como a École des ponts et chaussées, École des mines, École du génie et de l'artillerie de Metz, École de la marine, École du génie maritime, École spéciale de géographie et de topographie.
A lei geral sobre a instrução pública do 11º floreal do ano X cria as escolas de ensino médio, mantém as écoles spéciales existentes e institui:
- dez escolas de direito;
- três novas escolas de medicina;
- quatro escolas de história natural, de física e de química;
- duas écoles spéciales para as artes mecânicas e químicas;
- uma escola de matemáticas transcendentais;
- uma escola especial de geografia, de história e de economia pública;
- uma quarta escola de artes do desenho.

Ela também criou:
- A École Spéciale Militaire de saint Cyr, implementada no primeiro plano do castelo de Fontainebleau, sob a proteção direta do Imperador que tinha particularmente em vista os futuros oficiais do Império. Essa Grande école prestigiada foi em seguida deslocada para Saint Cyr, nos prédios construídos para o antigo colégio para moças criado por Madame de Maintenon.

"Quando os alunos tiverem terminado seus seis anos de estudos nas escolas de ensino médio, sua aplicação e seu progresso encontrarão, no primeiro término de seus trabalhos, uma nova carreira de esperança e de sucesso. Dois décimos entre eles estarão nas diversas escolas especiais, onde continuarão sendo instruídos e mantidos sob financiamento do tesouro público, de modo a obter, com glória, um estado e uma existência assegurados na república. Nunca uma vantagem maior que essa foi oferecida aos jovens estudiosos. O bom comportamento, a concentração em seus deveres, os estudos frutíferos, conduzirão esses alunos, que são os mais distintos, a extrair das ciências ou das artes liberais os meios de ter sucesso numa profissão honrada. Jurisprudência, medicina, matemática, física, arte militar, manufatura, diplomacia, administração, astronomia, comércio, pintura, arquitetura, todos os caminhos do saber e dos talentos que tornam os homens queridos e úteis a seus semelhantes lhes serão abertos. Aqueles que não passarem por esse tipo de concurso nas escolas especiais, poderão se destinar, através de um estudo particular de matemática, às escolas de serviços públicos, e se abrir assim uma outra carreira não menos gloriosa e não menos vantajosa na engenharia, na artilharia, na marinha, nas escolas de pontes e estradas, nas escolas de mineração e na geografia." (Extrato do discurso pronunciado no corpo legislativo por Antoine François de Fourcroy, orador do governo, sobre o projeto de lei).
O decreto dos cônsules da república do 12º vendemiário do ano XI reúne as escolas da artilharia e do engenheiro para formar uma escola comum as duas especializações do exército nomeada École d'artillerie et du génie e estabelecida em Metz. A admissão é feita com exame entre os alunos da École polytechnique. A lei do 21º germinal do ano XI estabelece 6 escolas de farmácia.
A lei do 10 de maio de 1806, relativa à formação de uma Universidade imperial e o decreto do 17 de março de 1808 fixando sua organização põe em discussão o desenvolvimento das escolas especiais a favor da disposição de um sistema universitário centralizado e organizado segundo os três graus das antigas universidades (baccalauréat, licence, doctorat), já restabelecidas nas escolas de direito. As escolas de direito e de medicina foram transformadas em faculdades enquanto que as escolas de serviços públicos continuam fora da universidade.

### Restauração
- 1816: Criação da Ecole Nationale Supérieure des Mines de Saint-Etienne (chamada de École de Mineurs);
- 1818: Criação do concurso de admissão da École normale, diferenciando-se com as seções de letras e ciências;
- 1819: Criação da École supérieure de commerce de Paris;
- 1821: Criação da Ècole Nationale des Chartes;
- 1824: Criação da École royale des eaux et forêts (chamada École forestière);
- 1826: Criação do Institution royale agronomique de Grignon;
- 1829: Criação da École centrale des arts et manufactures para formar engenheiros civis.

### Monarquia de Julho
- 1843: Criação da Ecole Nationale Supérieure des Techniques Industrielles et des Mines d'Alès (ENSTIMA).

### Segundo império
- 1854 : Criação da École des arts industriels et des mines de Lille que tornaria-se o Institut industriel du Nord e depois a École centrale de Lille;
- 1857 : Criação da École centrale lyonnaise pour l'Industrie et le Commerce que tornaria-se a École centrale de Lyon;
- Abertura das escolas de formação de engenheiros do Estado (Mines, Ponts) aos alunos de fora (diplômas de engenheiro civil em 1816[5] na École des mines, e somente em 1851 na École des Ponts). Criaram-se também novos concursos de admissão;
- O baccalauréat tornou-se obrigatório para a inscrição no concurso admissional da École Polytechnique (apelidada de 'X');
- 1866 : O lycée Saint-Louis cria diferentes ramificações para preparar seus alunos às instituições seguintes:
  - École polytechnique;
  - École normale supérieure (sciences);
  - École centrale;
  - École forestière;
  - Saint Cyr;
  - (em 1885) École navale;
- 1868 criação da École Pratique des Hautes Etudes (EPHE).

### Terceira República
- 1871: Criação da École libre des sciences politiques, que tornou-se o Institut d'études politiques de Paris (Sciences Po);
- Criação das escolas de comércio em Le Havre (École de management de Normandie) e em Ruão (NEOMA Business School) ambas em 1871; SKEMA Business School, École de management de Lyon — Business School e Euromed Management em Marselha, as três em 1872; e finalmente a Bordeaux école de management em 1874;
- 1875: Inaugurada a lei do ensino superior livre. Criação das "Classes préparatoires littéraires" ("classe de rhétorique supérieure") - literalmente as aulas preparatórias literárias (aulas de retórica superior);
- 1878: Criação da École Supérieure de Télégraphie, que tornaria-se a École Supérieure des Postes & Télégraphes e então a École nationale supérieure des télécommunications (Télécom ParisTech);
- 1881: Criação da École des Hautes études commerciales de Paris (HEC);
- 1882: Criação da École Supérieure de Physique et de Chimie Industrielles de la Ville de Paris (ESPCI ParisTech);
- 1890: Criação de um concurso comum de admissão às escolas de agronomia;
- 1891: Criação da École d'ingénieurs de Marseille que se tornaria a École supérieure d'ingénieurs de Marseille (escola fundadora da École centrale de Marseille);
- 1894: Criação da École supérieure d'électricité;
- 1894: Número de alunos nas seis escolas francesas que proveem diplomas de engenheiro: École supérieure des mines = 187; École des mines de Saint-Étienne = 75; École des ponts et chaussées < 100; École centrale des arts et manufactures = 692; Institut industriel du Nord (École Centrale de Lille) = 235; École centrale Lyonnaise = 60;[6]
- 1896: Criação do Laboratoire de Chimie Pratique et Industrielle que se tornaria a École nationale supérieure de chimie de Paris (ENSCP);
- 1898: Criação da École des Travaux Publics no quartier latin em Paris, que se tornaria a École spéciale des travaux publics, du bâtiment et de l'industrie (ESTP);
- 1904: Criação da École Breguet que se tornaria a École supérieure d'ingénieurs en électronique et électrotechnique (ESIEE)
- 1905: Criação da École Spéciale de Mécanique et d'Électricité por Joachim Sudria (ESME Sudria);
- 1906: Criação do HEC Nord que se tornaria a EDHEC (École des Hautes Études Commerciales du Nord) em 1951;
- 1907: Criação do título de engenheiro arts et métiers, esse título é equivalente ao baccalauréat, os diplomas Arts et Métiers podem integrar a École centrale ou a École supérieure d'électricité após cursar um ano de Mathématiques spéciales em uma dessas instituições;
- 1907: Criação das aulas de matemática especial preparatórias (Mathématiques supérieures);
- 1907: Criação do "Cours Municipal d’Électricité Industrielle" (Concurso Municipal de Eletricidade Industrial) em Toulouse, que se tornaria a École nationale supérieure d'électrotechnique, d'électronique, d'informatique, d'hydraulique et des télécommunications (ENSEEIHT);
- 1930: Criação por decreto do Institut de science financière et d'assurances em Lyon a fim de formar os Actuaires (Atuários) para trabalhar nas companhias de seguro.

### Quarta e Quinta República
- 1945: École nationale d'administration (ENA);
- 1945: École nationale de la santé publique (EHESP);
- 1947: École des hautes études en sciences sociales (EHESS);
- 1949: École nationale de l'aviation civile (ENAC);
- 1954: École nationale des travaux publics de l'État (ENTPE);
- 1957: Institut national des sciences appliquées (INSA);
- 1958: Centre national d'études judiciaires (ENM);
- 1959: École des Ingénieurs de la Ville de Paris (EIVP);
- 1960: Centre d'études supérieures de Sécurité sociale (EN3S);
- 1961: Institut polytechnique des sciences avancées (IPSA);
- 1968: École nationale supérieure d'informatique pour l'industrie et l'entreprise (ENSIIE);
- 1969: École nationale de la météorologie (INM);
- 1977: École nationale supérieure des télécommunications de Bretagne (ENST Bretagne);
- 1998: Institut national des études territoriales(INET).

## Tipologia dasgrandes écoles
Não há lista oficial das grandes écoles.
O termo grande école está no decreto de 27 de agosto de 1992 relativo à terminologia usada na educação que dá a seguinte definição: "Estabelecimento de ensino superior que recruta seus alunos por concurso e assegura a formação de alto nível".
É conveniente lembrar que o ministério da Educação Nacional francês assegura a tutela dos cursos preparatórios a todas as grandes écoles, mas estas estão sempre sob a tutela de outros ministérios para os quais as grandes écoles formam funcionários administrativos, exceto uma ou duas exceções como as ENSs (Écoles normales supérieures) e a École des Chartes. É por essa razão que, fora dos textos legislativos e regulamentários que evocam os "cursos preparatórios para as grandes écoles", a expressão grande école não é empregada no código da educação francês, o ministério da Educação Nacional francês prefere empregar o termo mais genérico "écoles supérieures" para designar todos os estabelecimentos de ensino superior que não sejam universidades nem formações do sistema dual de educação.

## Grandes écolesque formam funcionários públicos de elevada hierarquia
Como mostra sua história, a expressão grande école designa tradicionalmente uma elite de écoles de la fonction publique de alto nível, destinadas a formar e recrutar, através de um concurso nacional público, os funcionários de elevada hierarquia dos grands corps de l'État (literalmente, "grandes instituições do Estado") francês:
- École nationale d'administration (ENA);
- Institut national des études territoriales (INET);
- École des hautes études en santé publique (EHESP);
- As écoles normales supérieures (ENS);
- École polytechnique[8] (chamada de "X" na França);
- École des mines de Paris;
- École nationale supérieure des Ponts et chaussées;
- École nationale supérieure des techniques avancées (ENSTA) antigas école du génie maritime e école de l'armement et des poudres;
- École nationale de la statistique et de l'administration économique (ENSAE);
- École nationale de la statistique et de l'analyse de l'information (ENSAI);
- Agro Paris Tech ex-Institut national agronomique (Agro);
- École nationale supérieure des sciences de l'information et des bibliothèques (Enssib);
- Télécom ParisTech;
- École nationale supérieure d'arts et métiers;
- École spéciale militaire de Saint-Cyr;
- École navale;
- École de l'Air;
- Ecole des officiers de la gendarmerie nationale;
- École nationale des chartes;
- École du service de santé des armées de Lyon-Bron;
- École nationale de la magistrature;
- École nationale du génie rural, des eaux et des forêts (ENGREF) que é uma école d'application (literalmente, "escola de aplicação")[nota 3] interna ao Agro Paris Tech;
- Institut d'études politiques de Paris;
- École nationale des services vétérinaires (ENSV), faculdade interna ao VetAgro Sup;
- École centrale des arts et manufactures (centrale Paris) (a única a não ser considerada école de la fonction publique, porque seu concurso de admissão é feito como a das outras escolas que não o são.).

## Formações especializadas em negócios e administração
Há mais ou menos vinte anos, as principais escolas de negócios francesas são classificadas em revistas. Geralmente, as seguintes grande écoles estão no topo das listas:
- 1°: École des Hautes études commerciales (HEC) (Chambre de commerce et d'industrie de Paris)
- 2°: Écoles supérieure des sciences économiques et commerciales (ESSEC) (afiliada à Chambre de Commerce et d’Industrie de Versailles Val d’Oise-Yvelines (CCIV), câmara de comércio mais importante após a de Paris)
- 3°: ESCP Business School (Chambre de commerce et d'industrie de Paris)
- 4°: EMLYON Business School (Chambre de commerce et d'industrie de Lyon)
- 5°: École des hautes études commerciales du Nord (EDHEC)
- 6°: IÉSEG School of Management
- 7°: Audencia Nantes, Ecole supérieure de commerce de Nantes (Chambre de commerce et d'industrie de Nantes)
- 8°: Skema Business School

Uma associação professional (lei 1901), denominada Conférence des grandes écoles, agrupando em torno de 230 grandes écoles, foi criada para promover a idéia de grande école e também criou-se um diploma de Mastère Spécialisé, o MS (marca registrada).

## Associações de antigos alunos
Uma associação, o Club carrières grandes écoles (chamado também de G16+), fundada em 1982, agrupa dezesseis associações de antigos alunos de escolas e de formações superiores: AgroParisTech, Arts et Métiers ParisTech (ENSAM), CentraleSupélec, EDHEC , EMLYON, ENA, ENSAE, ESCP Business School, ESSEC,SID-ETP (ESTP), Harvard (HBS Club de France), HEC, IAE de Paris, INSEAD, Mines (ParisTech, Saint-Étienne e Nancy), Navale, Normale Sup (ENS), Polytechnique, Ponts et Chaussées ParisTech, Sciences Po Paris, SupAero, Télécom ParisTech, ESC Rennes, e também o Conseil national des ingénieurs et des scientifiques de France (CNISF).
Uma outra associação, a Confédération des Radios de Grandes Ecoles - CRGE, agrupa 46 estações de rádio das Grandes Écoles francesas. A CRGE possui como finalidade favorizar seu desenvolvimento, ajudando-as a criar novas estações e também servindo de plataforma de comunicação exclusiva a nível nacional para os estudantes. Ela mantém igualmente um laço privilegiado com as melhores universidades no mundo através do rádio.

## Questionamento da persistência dasgrandes écoles
O sistema redundante do ensino superior francês caracterizado pela existência de estruturas de ensino superior fora das universidades sofre críticas tanto nas universidades quanto de especialistas no assunto.
A crítica mais frequente é a do elitismo. Segundo os jornalistas Thomas Lebègue e Emmanuelle Walter, autores de Grandes écoles, la fin d'une exception française, elas criam uma micro-elite, "que se prendem às grandes empresas e não se abrem aos talentos exteriores nem se questionam". Eles consideram que essa "endogamia" não tem sentido econômico, que eles acusam de constituir uma réseaucratie (uma rede social que beneficia de acesso privilegiado à informação e favorecimentos ilegais). Raymond Aron, nos anos 60, já lamentava que as grandes écoles era um dos símbolos da endogamia social e da homogeneidade cultural característica das classes governantes francesas. A maioria das grandes écoles são públicas e praticamente gratuitas, e ao mesmo tempo acolhem um público socialmente privilegiado. Segundo Thomas Lebègue et Emmanuelle Walter, isso constitui uma "redistribuição ao contrário".
A respeito dessas críticas, as grandes écoles respondem que elas modificaram consideravelmente seu sistema de admissão recentemente, com mais de um quarto de bolsistas e que somente 38,5% dos estudantes vêm de cursos preparatórios.
A Union nationale des étudiants de France (UNEF), primeira organização estudantil representativa, exige a fusão das grandes écoles com as universidades, fusão que se faria com um alinhamento dos meios e condições de gestão de todos estudantes exatamente como há nas grandes écoles, ou seja, com um investimento extra do Estado no ensino superior. Essa fusão conduziria ao fim dos exames de admissão.